# کاتسو کوواشی

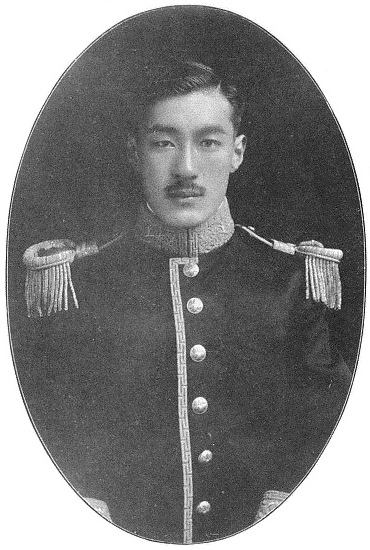
کاتسو کوواشی

کاتسو کوواشی (به ژاپنی: 勝 精 かつ くわし)، (۲۳ اوت ۱۸۸۸ (۲۱ دوره میجی) - ۱۰ ژوئیه ۱۹۳۲ (۷ دوره شووا) یک اشراف‌زاده و تاجر ژاپنی بود. عنوان او کنت و نام خانوادگی اصلی او توکوگاوا بود.
او دهمین پسر پانزدهمین شوگون، توکوگاوا یوشینوبو از همسر غیراصلی اش شینمورا نوبو بود.